# Pierre Pagé (Eishockeytrainer)

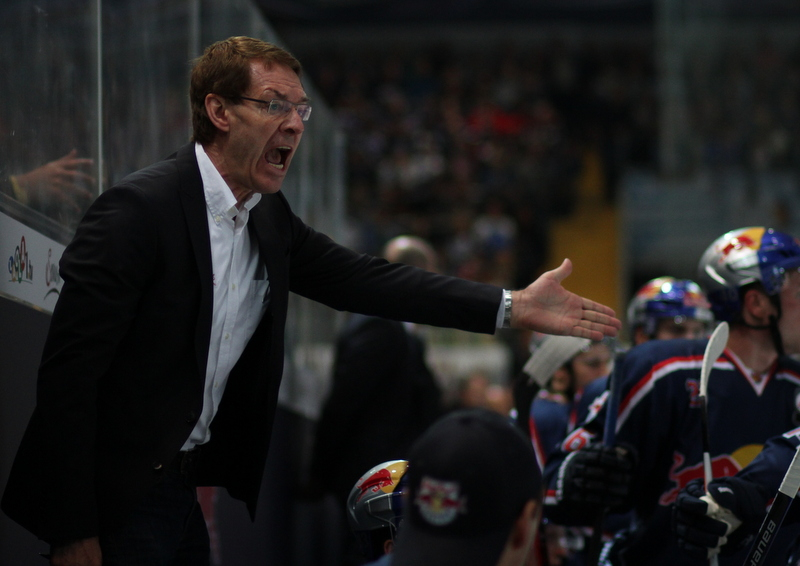
Pierre Gilbert Pagé

Pierre Gilbert Pagé (* 30. April 1948, in Québec, Kanada) ist ein kanadischer Eishockey-Trainer.

## Karriere
Pagé begann seine Karriere als Eishockey-Trainer 1971 als Assistent an der Dalhousie University in Halifax, Kanada. 1973 wurde er dort zum Cheftrainer der Universitätsmannschaft und behielt den Posten bis 1980. Es schlossen sich zwei Spielzeiten als Assistenztrainer der Calgary Flames in der NHL an. Die Flames schickten Pagé als Cheftrainer zu ihrem Partnerteam in der CHL, den Colorado Flames. Von dort ging es weiter zu einem weiteren Calgary-Flames-Ableger, den Moncton Golden Flames in der AHL. 1985 schaffte Pagé dann den dauerhaften Einstieg in die NHL, erst als Assistenztrainer der Calgary Flames, mit denen er 1986 ins Stanley-Cup-Finale einrücken konnte. Anschließend war er Chef an der Bande bei den Minnesota North Stars, den Québec Nordiques, den Calgary Flames und schließlich bei den Mighty Ducks of Anaheim. Inklusive seiner Assistentenzeit kann Pagé damit auf insgesamt 13 NHL-Spielzeiten zurückblicken.
Der Wechsel zum europäischen Eishockey brachte die Position als Trainer beim Schweizer A Nationalligisten HC Ambrì-Piotta im Jahr 2000, nachdem er dort bereits in der Spielzeit 1998/99 als Assistenztrainer – gemeinsam mit Ted Snell – unter Larry Huras tätig gewesen war. Der Manager der Eisbären Berlin, Peter John Lee, der Pagé noch von dessen Zeiten bei den Calgary Flames kannte, holte ihn 2002 in die deutsche DEL und verpflichtete ihn für die Eisbären, wo Pagé Uli Egen beerbte. 2004 konnte er mit den Eisbären in das Play-off-Finale einziehen, 2005 und 2006 feierte er mit ihnen den Gewinn der deutschen Meisterschaft.
Zum Ende der Saison 2006/07 verließ Pagé die Eisbären Berlin. Ab der Saison 2007/08 war er Cheftrainer beim EC Red Bull Salzburg, wo er 2008, 2010 und 2011 jeweils den Meistertitel gewinnen konnte. Im Mai 2013 wechselte er als Cheftrainer zum EHC Red Bull München. Nach der Saison 2013/14 wurde er „übergeordneter Sportdirektor des Eishockey-Projektes des österreichischen Brauseherstellers und ist neben dem Münchner Verein damit auch für den EC Red Bull Salzburg und die gesamte Nachwuchsabteilung zuständig“.

### International
Bei den Olympischen Winterspielen 1980 wurde er zum Gasttrainer der kanadischen Eishockeynationalmannschaft berufen, die den sechsten Platz belegen konnte. Im folgenden Jahr war er Assistenztrainer des Teams Kanada beim Canada Cup 1981.

## Stationen
| Jahr      | Verein                  | Liga | Position                       |
| --------- | ----------------------- | ---- | ------------------------------ |
| 1971–1973 | Dalhousie University    | CIAU | Assistenztrainer               |
| 1973–1980 | Dalhousie University    | CIAU | Cheftrainer                    |
| 1980–1982 | Calgary Flames          | NHL  | Assistenztrainer               |
| 1982–1984 | Colorado Flames         | CHL  | Cheftrainer                    |
| 1984–1985 | Moncton Golden Flames   | AHL  | Cheftrainer                    |
| 1985–1988 | Calgary Flames          | NHL  | Assistenztrainer               |
| 1988–1990 | Minnesota North Stars   | NHL  | Cheftrainer                    |
| 1991–1994 | Québec Nordiques        | NHL  | Cheftrainer                    |
| 1995–1997 | Calgary Flames          | NHL  | Cheftrainer                    |
| 1997–1998 | Mighty Ducks of Anaheim | NHL  | Cheftrainer                    |
| 1998–1999 | HC Ambrì-Piotta         | NLA  | Assistenztrainer               |
| 2000–2001 | HC Ambrì-Piotta         | NLA  | Cheftrainer                    |
| 2002–2007 | Eisbären Berlin         | DEL  | Cheftrainer                    |
| 2007–2013 | EC Red Bull Salzburg    | EBEL | Cheftrainer+Sportlicher Leiter |
| 2013–2014 | EHC Red Bull München    | DEL  | Cheftrainer                    |
| 2014–2016 | Red Bull GmbH           |      | Eishockey-Sportdirektor        |

## Erfolge
- Deutscher Meister 2005 und 2006 mit den Eisbären Berlin
- Österreichischer Meister 2008, 2010 und 2011 mit dem EC Red Bull Salzburg
- IIHF-Continental-Cup-Gewinn 2010 mit dem EC Red Bull Salzburg
- Sieg beim Red Bulls Salute 2009 und 2011 mit dem EC Red Bull Salzburg